# Marylize Biubwa
Marylize Biubwa est une personnalité féministe kenyane qui milite pour l'intersectionnalité. Son militantisme met l'accent sur les inégalités de genre, ainsi que sur un féminisme intersectionnel et orienté vers les droits humains. Biubwa se définit comme une personne non-binaire lesbienne et utilise des pronoms neutres en anglais,.

## Biographie
Biubwa grandit à Nairobi et à Taita-Taveta aux côtés de ses trois sœurs et ses deux frères,.
Le militantisme devient sa carrière à plein temps en 2015. L'année suivante, Biubwa fonde la Bi Kind Initiative, qui organise des collectes d'argent et de nourriture pour les femmes sans-abri ainsi que du tutorat d'écolières.
En 2017, Biubwa est bénévole auprès d'ActionAid, de Femnet, et occupe le titre d'ambassadeur de la paix au Kenya.
En août 2018, Biubwa est victime d'outing de la part de sa mère très croyante, ce qui lui vaut une expulsion du domicile familial,.
Biubwa souffre d'anxiété sociale. Une partie importante de son militantisme s'organise sur les réseaux sociaux, notamment Twitter, pour démystifier la sexualité féminine et les questions LGBT.